# Passage des Singes
Passage des Singes är en gata i Quartier Saint-Gervais i Paris 4:e arrondissement. Passage des Singes, som börjar vid Rue Vieille-du-Temple 43 och slutar vid Rue des Guillemites 6, är uppkallad efter Maison aux Singes, vilket var beläget i närheten.

## Omgivningar
- Notre-Dame-des-Blancs-Manteaux
- Saint-Gervais-Saint-Protais
- Rue des Blancs-Manteaux
- Square Charles-Victor-Langlois
- Impasse des Arbalétriers
- Impasse de l'Hôtel-d'Argenson
- Jardin des Rosiers – Joseph-Migneret
- Rue des Singes

## Bilder
| - Notre-Dame-des-Blancs-Manteaux. - Saint-Gervais-Saint-Protais. - Square Charles-Victor-Langlois. - Jardin des Rosiers – Joseph-Migneret. |

## Kommunikationer
- Tunnelbana – linje  – Saint-Paul
- Busshållplats Rue Vieille-du-Temple – Mairie du 4e – Paris bussnät, linjerna 67 72

### Webbkällor
- ”Passage des Singes”. Mairie de Paris. http://www.v2asp.paris.fr/commun/v2asp/v2/nomenclature_voies/Voieactu/8613.nom.htm. Läst 20 april 2021.
- ”Passage des Singes”. Les rues de Paris. https://www.parisrues.com/rues04/paris-04-passage-des-singes.html. Läst 20 april 2021.